# Anorak (e-zine)
Anorak is een Britse online-parodie op de tabloid-pers. Paul Sorene begon de webpagina in 1995 om een satirisch overzicht van de boulevardpers en de paparazzi te kunnen maken, zonder kwetsbaar te worden voor de werkwijzen van deze riooljournalisten. De artikelen vinden gretig aftrek binnen de Engelse pers, en ook Yahoo publiceert de artikelen op de nieuwspagina's.
Uncyclopedia citeert af en toe uit Anorak.